# And Now... The Runaways
 And Now... The Runaways es el cuarto y último disco de estudio de la banda estadounidense The Runaways, lanzado en 1978.

## Lista de canciones
1. Saturday Night Special (Slick, Tonio K.) 3:39
2. Eight Days a Week (Lennon, McCartney) 3:32 (cover de The Beatles)
3. Mama Weer All Crazee Now (Holder, Lea) 3:25 (cover de Slade)
4. I'm a Million (Ford) 5:59
5. Right Now (West) 3:33
6. Takeover (Jett) 3:01
7. My Buddy and Me (Jett) 3:36
8. Little Lost Girls (Ford) 4:43
9. Black Leather (Jones, Cook) 3:49 (cover de The Professionals)

## Créditos
- Joan Jett - voz, guitarra
- Lita Ford - guitarra
- Vicki Blue - bajo
- Sandy West - batería